# 3月的獅子
《3月的獅子》是日本漫畫家羽海野千花，以將棋為題材所創作的日本漫畫作品。於2007年7月13日在白泉社《Young Animal》開始連載。基本上每月連載一話，目前為不定期連載。由職業棋士先崎學九段擔任作品監修。

## 關於標題
漫畫英文副標題為。這句話出自英國天氣諺語「3月彷彿獅子一般來臨，像羔羊一樣離去（英語：March comes in like a lion and goes out like a lamb）」。作者羽海野感受到「該句如同開啟了一段劇情」（日語：物語がつくれそうな言葉）。
此外，擔任監修的棋士先崎九段言道：鑒於從6月開始的順位戰將在3月舉行決定升降級的最終局，因此棋士們志當3月的獅子。

## 故事簡介
獨自居住在東京舊街區的17歲少年·桐山零。雖然被周遭歌頌為天才將棋棋士，桐山卻選擇封閉自己的內心，因為他在幼時因意外事故失去了家人，接著又因自己的才能摧毀了養父母的家庭。然而，在決定獨自生存下去的他面前，出現了明里、日向、桃三姊妹。描述著因為生活上的失去而心上有傷的人們，一點一滴找回溫柔，扶持前行的故事。

## 改編作
2015年9月宣布改編電視動畫與真人電影。
電視動畫第一期於2016年10月8日首播，第二期於2017年10月14日起在NHK綜合頻道首播。
電影製作為前後兩部，分別預定在2017年3月18日與4月22日於日本上映。
2015年4月西川秀明執筆《3月的獅子》的外傳《3月的獅子昭和異聞 灼熱的時代》開始在《Young Animal》連載。將以原作中將棋聯盟會長神宮寺崇德為主角，刻畫1970年代日本棋壇熱血沸騰的故事。除了年輕的神宮寺會長，年輕的柳原棋匠也會在本作出現。

## 人物介紹
「聲」為電視動畫配音員；「演」為電影演員。

### 主要角色
桐山零（聲：河西健吾、內山夕實（幼少期），演：神木隆之介）
在作品開始時是17歲，隨作品的推進目前19歲。將棋職業棋士，五段，C級1組，單行本第九卷後為B級第2組。居住在作品虛構的東京都六月町。父親在長野經營醫院，與親戚並不常往來。在小學時，由於發生車禍導致雙親與妹妹去世，更差點被自己的親姑姑送到孤兒院去；其他親戚雖然頗有微詞但卻沒人對零伸出援手，只有父親的好友－幸田在喪禮上對零伸出援手，之後收養零為閉門弟子並一起居住，零亦稱呼他為父親。

### 川本家
川本明（聲：茅野愛衣，演：倉科加奈）
住在作品虛構的三月町的川本家三姊妹之長女，23歲。代替已故的母親照顧兩個妹妹、白天在祖父經營的日式點心店「三日月堂」幫忙，每周會有兩天晚上在阿姨美咲經營的銀座酒店「美咲」擔任女公關工作。對與弱小的動物有種無法放著不管的同情心，在零某次被前輩棋士灌醉並暈倒在路邊時，撿到他將其帶回家照顧。
川本日向（聲：花澤香菜，演：清原果耶）
三姊妹之次女，中學三年級。15歲。一直都很開朗又有朝氣，但也有非常纖細的一面。跟姊姊一樣，有著喜歡大吃特吃美食的習慣。
川本桃（聲：久野美咲，演：新津知世）
三姊妹之么女。正在上幼兒園。6歲。正值天真無邪年紀與模樣。
川本相米二（聲：千葉繁，演：前田吟）
川本三姊妹的外公。三姊妹的母親·美加子的父親。菓子屋「三日月堂」的店長。
美咲（聲：根谷美智子，演：板谷由夏）
三姊妹的阿姨。銀座酒店「美咲」的媽媽桑。
川本美香子（聲：高橋美佳子，演：奥貫薫）
川本三姊妹的母親，美咲的妹妹。故人。
川本彩
相米二的妻子，美咲、美香子的母親。故人。

### 島田研究會
島田開（聲：三木真一郎，演：佐佐木藏之介）
30多歳。A級棋士、八段。與現任名人宗谷冬司同年，並且是獎勵會同期，但外表看起來與四十多歲的後藤相當。
二海堂晴信（聲：岡本信彥、三瓶由布子（小學生），演：染谷將太）
C級2組、四段，單行本第5集之後為C級1組、五段。在幼時與桐山零對弈後自稱為桐山的「好友」以及「永遠的好對手」，是島田的師弟並加入其研究會。角色特徵與現實中英年早逝的天才棋士村山聖有頗多雷同之處，是本作少數有明確人物原形的人物。
重田盛夫（聲：津田健次郎）
C級2組，與島田同期並加入其研究會，平時話不多。但在與二海堂爭辯時常讓島田胃痛，而在桐山加入後又讓狀況更加惡化。

### 幸田家
幸田柾近（聲：大川透→山野井仁（第2季），演：豐川悅司）
八段棋士。主角桐山零父親在獎勵會的好友。看出桐山有將棋的才能，在桐山父母遭遇意外後收養桐山並收為弟子，讓他從長崎搬到在東京目白町的家中。將零視為自己的孩子般照顧，並讓零稱呼他為父親。
幸田香子（聲：井上麻里奈，演：有村架純、原菜乃華（少女時代））
幸田的長女，桐山零的义姐，比主角桐山零大四歲，有著如同暴風般個性；對零抱持著有著又愛又恨複雜的情感；曾加入獎勵會，一度以成為職業棋士為目標，亦相當的好勝，曾在零贏過他時出手毆打零而被父親懲罰但卻堅持不道歉。
幸田步（聲：井上麻里奈，演：萩原利久、鈴木雄大（少年時代））
幸田的長子，桐山零的义弟，與主角桐山零年紀相同。由於自覺棋力不及桐山零，因此在放棄將棋後沉迷於電視遊樂器中。
幸田的妻子（聲：大福弓子→島本須美（第2季），演：西牟田恵）
幸田的妻子，香子與步的生母。由於幸田將義子桐山與親生孩子的比較下，對桐山抱持著複雜的情感。

### 棋士

#### 頭銜擁有者
宗谷冬司（聲：石田彰，演：加瀨亮）
30多歳。作品中的現任名人，除此之外還擁有獅子王、棋神、聖龍、玉將等頭銜。擁有名人戰6連霸並共獲得12次優勝，玉將戰5連霸的紀錄。與主角桐山零一樣，在中學15歲時就成為職業棋士，21歲成為最年輕的名人，成為史上第一位得到七大頭銜戰優勝。但由於承載的壓力過大，冬司隨後患上了突發性耳聾的疾病，會無法聽到四周的聲音而面帶冷漠，因此被一些人誤認為這是他“身為天才棋士的怪異之處”。
柳原朔太郎（聲：大塚芳忠，演：齊木茂）
66歲，「棋匠」頭銜擁有者，總共獲得14次的棋匠頭銜，現役中最年長的職業棋士。迎接島田的挑戰並防衛頭銜成功，於賽後獲得了永世棋匠的地位。
土橋健司
九段棋士。從幼時就是宗谷的對手，在第70期名人戰中挑戰宗谷。單身並與父母同住，除了吃飯與睡覺之外都在研究將棋。後擊敗藤本，贏得「棋龍」頭銜。
藤本雷堂（聲：大塚明夫）
54歳。「棋龍」頭銜擁有者。處事有著強烈風格的棋士，基本上是個熱心的好人，但嘴巴很毒。

#### A級
隈倉健吾（聲：竹內良太）
九段棋士。擁有穿著29.5公分的鞋子的體格，柔道五段，有謠言說是從K-1格鬥技大賽被挖角到將棋界。
後藤正宗（聲：東地宏樹，演：伊藤英明）
九段棋士。40多歳。棋風厚重。長相剛直威嚴有壓迫感。已婚，但妻子長年住院。是幸田的師弟。
辻井武史（聲：中村悠一）
九段棋士。A級在位8年。有著強大攻擊力的棋士，在第20期獅子王戦本戰敗給零，而在東洋公開賽時瞬間把零打得毫無還手之力。

#### B級1組
櫻井岳人（聲：小野大輔）
七段棋士，30歳。長相帥氣，是將棋界吸引觀眾的第一把交椅。喜好登山，常常會帶著前輩或後輩登山，藉此將對方引入自己的人生觀。

#### B級2組
横溝億泰（聲：阪口大助）
七段棋士，原B級1組，後降級。30多歳。被評為善於指導新手。
三角龍雪（聲：杉田智和，演：中村倫也）
六段棋士，26歳。外號叫「史密斯」。性格溫柔達觀，棋風輕靈。給人一種輕鬆快活的氣氛，這種態度也對他的棋風有所影響。
入江健一郎
B級2組3年棋士。
滑川臨也
七段棋士，35歳。家中經營葬儀社。身材瘦削並穿著黑色西裝，樣子常被形容為「站著就會有霉運」、「坐下來很恐怖」、「走路的時候像瘟神」。
田中太一郎
七段棋士，54歲。個性穩重的棋士，經常直接用心聲對話。

#### C級1組
安井學（聲：岩田光央，演：甲本雅裕）
六段棋士，由於性格暴躁而導致離婚。離婚日當天正好與桐山零對弈。
蜂谷昴（聲：吉野裕行，演：前原滉）
五段棋士，23歳。外號是「東邊的焦慮王子」。對弈中常會因焦慮而有嘖舌、敲擊等等的行為。雖然如此，但因直率上進的性格而被旁人喜愛。

#### C級2組
松永正一（聲：岡和男）
七段棋士，65歲，有40年棋士經驗。
松本一砂（聲：木村昴，演：尾山寬之）
五段棋士，26歳。棋風屬於攻擊型。與三角龍雪是好友。
山崎順慶（聲：安元洋貴，演：奥野瑛太）
五段棋士。外型是光頭且幾乎沒有眉毛。一直停留在五段並且連續得到四次新人王，旁人私下常以「再一次就可以得到『永世新人王』」來揶揄他。

#### 其他
神宮寺崇德（聲：玄田哲章，演：岩松了）
作品中的日本將棋聯盟現任會長。第16代名人，曾獲得新人王以及7次名人頭銜。

### 私立駒橋高校
林田高志（聲：櫻井孝宏，演：高橋一生）
主角桐山零的一年級導師，將科部指導老師，是個將棋迷。崇拜著島田八段。
野口英作（聲：上田祐司）
原本的放學後理科俱樂部（放科部）成員，是比桐山零高一年的學長，外表跟日本已故細菌學家-野口英世十分神似，喜歡做各式各樣的化學實驗，同社團都稱他為前輩或是部長。
鶇
川本日向進入高中後的好友。家庭是在日暮里經營手工藝店，與日向同為手工藝部社員。

### 日向就讀的中學
高橋勇介（聲：細谷佳正）
川本日向的青梅竹馬以及中學同學，是日向暗戀的人。棒球社的王牌，將來的目標是當職棒選手，為了打入甲子園，在小學時代的棒球啟蒙恩師的建議下到四國念高中。
佐倉千穗（聲：西明日香）
川本日向的青梅竹馬以及中學同學。在三年級時遭受以高城惠為首的班級霸凌造成精神崩潰導致休學，其後到新潟的一個農場休養。之後與日向仍保持信件上的往來，並約定好在暑假時再度見面。
國分（聲：立木文彥）
學年主任，在川本日向的導師精神崩潰後接任導師，並從根本解決此霸凌事件。
高城惠（聲：悠木碧，演：中田青渚）
佐倉千穗以及川本日向霸凌事件的主謀。在學校介入此事件之後向全班道歉，但並沒有反省，因而持續受到國分的輔導。

### 其他人物
花岡（聲：上田燿司）
二海堂晴信家中的管家，是個行事穩重的老紳士。從小就照顧著二海堂晴信的健康。
桐山貴和子
零的姑母。因為個性關係在親戚間風評很差，親戚私底下都對她議論紛紛，過去似乎因性格的問題引發過騷動。
誠二郎
川本家三姊妹的生父，已與川本三姊妹的生母離婚，其後就無任何往來音訊。在三姊妹的外公住院期間再度出現，提出要與新家族成員一同回來三姊妹這裡居住，並順理成章地打算將她們趕到外公的店裡。
黑貓（聲：茅野愛衣）、白貓（聲：久野美咲）、三色貓（聲：花澤香菜）
川本家飼養的貓，作品中時常有內心戲。
小草莓（聲：西明日香）
史密斯飼養的貓。在敗給後藤的當天晚上在公園撿到的流浪貓。
將棋音頭
聲：野中藍、聲：阿澄佳奈、聲：井口裕香、聲：白石涼子

## 與現實差異部分
棋戰
「括號」中為現實中存在的7個頭銜戰，除了名人戰以外名稱都做改變。
- 名人戰（名人戰）

- 獅子王戰（龍王戰）

- 棋神戰（王位戰）

- 棋龍戰（王座戰）

- 棋匠戰（棋王戰）

- 玉將戰（王將戰）

- 聖竜戰（棋聖戰）

其他棋戰
- MHK杯錦標賽

- 新人戰

## 出版書籍
| 冊數 | 白泉社         | 白泉社                                                                                   | 尖端出版       | 尖端出版                                               | 玉皇朝        | 玉皇朝                 | 次元书馆     | 次元书馆               |
| 冊數 | 初版發售日期   | ISBN                                                                                     | 初版發售日期   | EAN/ISBN                                               | 初版發售日期  | ISBN                   | 初版發售日期 | ISBN                   |
| ---- | -------------- | ---------------------------------------------------------------------------------------- | -------------- | ------------------------------------------------------ | ------------- | ---------------------- | ------------ | ---------------------- |
| 1    | 2008年2月22日  | ISBN 978-4-592-14511-0                                                                   | 2008年10月17日 | EAN 471-7702-22079-2                                   | 2008年9月1日  | ISBN 978-988-8012-04-6 | 2023年5月    | ISBN 978-7-5740-0260-9 |
| 2    | 2008年11月28日 | ISBN 978-4-592-14512-7                                                                   | 2009年5月11日  | EAN 471-7702-22526-1                                   | 2009年3月30日 | ISBN 978-988-8013-59-3 | 2023年5月    | ISBN 978-7-5740-0260-9 |
| 3    | 2009年8月12日  | ISBN 978-4-592-14513-4                                                                   | 2010年5月24日  | EAN 471-7702-22872-9                                   | 2009年12月1日 | ISBN 978-988-8047-09-3 | 2023年5月    | ISBN 978-7-5740-0408-5 |
| 4    | 2010年4月9日   | ISBN 978-4-592-14514-1                                                                   | 2011年6月23日  | EAN 471-7702-24120-9                                   | 2010年9月20日 | ISBN 978-988-8048-99-1 | 2023年5月    | ISBN 978-7-5740-0408-5 |
| 5    | 2010年11月26日 | ISBN 978-4-592-14515-8                                                                   | 2013年1月29日  | EAN 471-7702-24121-6                                   | 2011年4月14日 | ISBN 978-988-8089-67-3 | 2023年12月   | ISBN 978-7-5740-0409-2 |
| 6    | 2011年7月22日  | ISBN 978-4-592-14516-5                                                                   | 2013年12月6日  | EAN 471-7702-24409-5                                   | 2012年8月1日  | ISBN 978-988-8128-91-4 | 2023年12月   | ISBN 978-7-5740-0409-2 |
| 7    | 2012年3月23日  | ISBN 978-4-592-14517-2                                                                   | 2013年12月23日 | EAN 471-7702-25832-0                                   | 2017年3月21日 | ISBN 978-988-8436-08-8 | 2023年12月   | ISBN 978-7-5740-0410-8 |
| 8    | 2012年12月14日 | ISBN 978-4-592-14518-9                                                                   | 2014年8月13日  | EAN 471-7702-26169-6                                   | 2017年4月13日 | ISBN 978-988-8436-18-7 | 2023年12月   | ISBN 978-7-5740-0410-8 |
| 9    | 2013年9月27日  | ISBN 978-4-592-14519-6                                                                   | 2015年3月23日  | EAN 471-7702-26573-1                                   |               |                        |              |                        |
| 10   | 2014年10月28日 | ISBN 978-4-592-14520-2 ISBN 978-4-592-14750-3（特裝版）                                  | 2015年12月11日 | ISBN 978-957-10-6319-5                                 |               |                        |              |                        |
| 11   | 2015年9月25日  | ISBN 978-4-592-14521-9 ISBN 978-4-592-14777-0（特裝版）                                  | 2016年4月25日  | ISBN 978-957-10-6537-3                                 |               |                        |              |                        |
| 12   | 2016年9月29日  | ISBN 978-4-592-14522-6 ISBN 978-4-592-14778-7（特裝版）                                  | 2017年8月15日  | ISBN 978-957-107-187-9 EAN 471-296-635-154-1（特裝版） |               |                        |              |                        |
| 13   | 2017年9月29日  | ISBN 978-4-592-14523-3 ISBN 978-4-592-14779-4（特裝版）                                  | 2018年6月6日   | ISBN 978-957-108-082-6 EAN 471-296-635-502-0（特裝版） |               |                        |              |                        |
| 14   | 2018年12月21日 | ISBN 978-4-592-16024-3 ISBN 978-4-592-16133-2（特裝版） ISBN 978-4-592-16134-9（特裝版） | 2020年4月17日  | ISBN 978-957-108-902-7                                 |               |                        |              |                        |
| 15   | 2019年12月26日 | ISBN 978-4-592-16025-0 ISBN 978-4-592-16135-6（特裝版）                                  | 2020年11月19日 | ISBN 978-957-109-200-3                                 |               |                        |              |                        |
| 16   | 2021年9月29日  | ISBN 978-4-592-16026-7 ISBN 978-4-592-16136-3（特裝版）                                  | 2022年10月13日 | ISBN 978-626-338-483-5                                 |               |                        |              |                        |
| 17   | 2023年8月29日  | ISBN 978-4-592-16027-4 ISBN 978-4-592-16137-0（特裝版）                                  | 2024年6月7日   | ISBN 978-626-377-891-7                                 |               |                        |              |                        |

## 獲獎紀錄
- 2009年第二回漫畫大賞第三名[50]
- 2011年全國書店店員推薦漫畫第二名
- 2011年Booklog大賞（日语：ブクログ大賞）漫畫部門大賞
- 2011年第四回漫畫大賞第一名[51]
- 2011年第35回講談社漫畫賞一般部門
- 2014年第18回手塚治虫文化賞漫畫大賞
- 2015年榮獲SUGOI JAPAN Award漫畫部門第4名[52][53]
- 2021年第24屆日本新媒體動漫藝術節漫畫部門大賞[54]

## 迴響
在同雜誌連載烙印勇士的作者三浦建太郎曾評價為「這是Animal裡面最有男子氣概的漫畫」（日語：アニマル一男らしいマンガ）。

## 電視動畫
2016年秋季在NHK綜合頻道首播。也是自1995年的《十二生肖爆烈戰士》以來，相隔20年再度在NHK綜合頻道播出SHAFT製作的動畫。
作者羽海野千花說她是新房昭之導演作品的粉絲，並寄出個人訊息表示「我非常非常喜歡新房導演的作品『新房導演和SHAFT！』，從來沒有想到這樣的夢想有一天會實現，難得有這個機會會動畫化...我也感到萬分榮幸！」。
製作委員會在第一季最終話首播完畢後於官方Twitter帳號上宣佈將於2017年10月起在NHK綜合頻道播出第二季電視動畫。

### 製作人員
- 原作：羽海野千花
- 監督：新房昭之
- 系列導演：岡田堅二朗
- 系列構成：新房昭之、東富耶子
- 角色設計：杉山延寬
- 美術設計：名倉靖博
- 美術監督：田村盛揮
- 色彩設計：瀧澤泉
- 攝影監督：江藤慎一郎
- 剪接：松原理惠
- 音響監督：龜山俊樹
- 音樂：橋本由香利
- 動畫製作：SHAFT
- 製作：「3月的獅子」動畫製作委員會（Aniplex、白泉社、日本放送協會、Asmik Ace、SHAFT、TOY'S FACTORY、電通）

### 主題曲

#### 第1期
片頭曲
（第1話－第11話）
作詞、作曲：藤原基央，編曲：BUMP OF CHICKEN&MOR，主唱：BUMP OF CHICKEN
（第12話－第22話）
作詞、主唱：YUKI，作曲：飛內將大，編曲：YUKI、玉井健二、百田留衣
片尾曲
（第1話－第6話、第8話－第11話、第22話）
作詞、作曲：藤原基央，編曲、主唱：BUMP OF CHICKEN
「orion」（第12話－第21話）
作詞、作曲、主唱：米津玄師，編曲：米津玄師、蔦谷好位置
插入曲（第7話－第9話）
作詞、作曲、編曲：橋本由香利、主唱：川本明里（茅野愛衣）、日向（花澤香菜）、桃（久野美咲）
第七話作為片尾曲使用。

#### 第2期
片頭曲
（第23話－第33話）
作詞、主唱：YUKI，作曲：鈞俊輔，編曲：YUKI、玉井健二、百田留衣
（第34話－第44話）
作詞、作曲：田淵智也，編曲、主唱：UNISON SQUARE GARDEN
片尾曲
（第23話－第33話）
作詞、作曲：森良太，編曲：Brian the Sun、笹路正德，主唱：Brian the Sun
I AM STANDING（第34話－第44話）
作詞、作曲、主唱：RUANN，編曲：KERENMI

### 各話列表
| 話數  | 日文標題 | 台灣標題                                                                          | 香港標題                                                              | 中國大陸標題                                                                    | 劇本              | 分鏡       | 演出                 | 作畫監督                                                                  | 片尾插畫       |
| 第1期 | 第1期    | 第1期                                                                             | 第1期                                                                 | 第1期                                                                           | 第1期             | 第1期      | 第1期                | 第1期                                                                     | 第1期          |
| ----- | -------- | --------------------------------------------------------------------------------- | --------------------------------------------------------------------- | ------------------------------------------------------------------------------- | ----------------- | ---------- | -------------------- | ------------------------------------------------------------------------- | -------------- |
| 1     |          | Chapter 1 桐山零Chapter 2 河邊的小鎮                                              | Chapter 1 桐山零Chapter 2 河邊的小鎮                                  | Chapter 1 桐山零Chapter 2 河邊的小鎮                                            | 木澤行人          | 笹木信作   | 岡田堅二朗           | 杉山延寬、潮月一也 住本悅子                                               | 三浦建太郎     |
| 2     |          | Chapter 2 河邊的小鎮（承前）Chapter 3 明里Chapter 4 橋的另一邊                    | 第二章 河邊的小鎮（承前）第三章 明里第四章 橋對岸                     | Chapter 2 河邊的小鎮（承前）Chapter 3 明里Chapter 4 桥的彼岸                    | 木澤行人          | 今泉賢一   | 吉澤翠               | 杉藤早百合、野道佳代 清水勝祐                                             | 近藤亞希       |
| 3     |          | Chapter 5 晴信Chapter 6 夜空的另一邊                                              | 第五章 晴信第六章 夜空的那一邊                                        | Chapter 5 晴信Chapter 6 夜空的彼岸                                              | 木澤行人          | 鈴木利正   | 城所聖明             | 高野晃久、宮嶋仁志 河島久美子、藤本真由 佐藤浩一                          | 能條純一       |
| 4     |          | Chapter 7 日向Chapter 8 VS                                                        | 第七章 日向第八章 對陣                                                | Chapter 7 日向Chapter 8 VS                                                      | 木澤行人          | 大石美繪   | 板村智幸             | 青木一紀                                                                  |                |
| 5     |          | Chapter 9 契約Chapter 10 布穀鳥的巢穴上                                           | 第九章 契約第十章 在杜鵑鳥巢之上                                      | Chapter 9 契約Chapter 10 杜鵑鳥的巢上                                           | 木澤行人          | 川畑喬     | 川畑喬               | 西澤真也、橫田拓己 野道佳代、 矢野茜                                      |                |
| 6     |          | Chapter 11 神之子 其一Chapter 12 神之子 其二Chapter 13 神之子 其三                | Chapter 11 神之子 其一Chapter 12 神之子 其二Chapter 13 神之子 其三    | Chapter 11 神之子 其一Chapter 12 神之子 其二Chapter 13 神之子 其三              | 木澤行人          | 數井浩子   | 外山草               | 清水健一、清水勝祐                                                        |                |
| 7     |          | Chapter 13 神之子 其三（承前）Chapter 14 重要的東西 重要的事情Chapter 15 教我將棋 | 第13章 神之子 其三（承前）第14章 重要之物 重要之事第15章 教我下將棋吧 | Chapter 13 神之子 其三（承前）Chapter 14 重要之物 重要之事Chapter 15 教我將棋吧 | 木澤行人          | 笹木信作   | 原英和               | 橫田拓己、中村路之將 清水勝祐、田島彩 青木一紀                            | 千葉徹彌       |
| 8     |          | Chapter 15 教我將棋（承前）Chapter 16 記憶中的相貌Chapter 17 遠雷1                | 第15章 教我下將棋吧（承前）第16章 記憶中的模樣第17章 遠處的雷鳴（一） | Chapter 15 教我將棋吧（承前）Chapter 16 記憶中的面容Chapter 17 遠雷 其一        | 木澤行人          | 吉澤翠     | 吉澤翠               | 矢野茜、新井博慧 河島久美子                                               | 寺田克也       |
| 9     |          | Chapter 18 遠雷2Chapter 19 遠雷3                                                  | 第18章 遠處的雷鳴 二第19章 遠處的雷鳴 三                              | Chapter 18 遠雷 其二Chapter 19 遠雷 其三                                        | 木澤行人          | 坂本一也   | 岩井明香             | 青木一紀、清水勝祐 中村路之將、山田桃子                                   | 押切蓮介       |
| 10    |          | Chapter 20 收到的禮物 其1Chapter 21 收到的禮物 其2                                | 第20章 獲贈之物 其一第21章 獲贈之物 其二                              | Chapter 20 受贈的禮物①Chapter 21 受贈的禮物②                                    | 木澤行人          | 黑澤守     | 宮本幸裕             | 橫田拓己、野道佳代 藤本真由、杉藤早百合 西澤真也                          | 克·亞樹        |
| 11    |          | Chapter 22 去年Chapter 23 今年                                                    | 第22章 逝去的一年第23章 即將到來的一年                                | Chapter 22 過去一年Chapter 23 未來一年                                          | 木澤行人          | 岡田堅二朗 | 城所聖明             | 橫田拓己、青木一紀 清水勝祐、中村路之將 山田桃子                          | 安野夢洋子     |
|       |          | 前半總集篇                                                                        | 前半總集篇                                                            | 前半總集篇                                                                      | 大嶋實句 木澤行人 | -          | 東久保榮太           | -                                                                         | -              |
| 12    |          | Chapter 24 對岸的事物Chapter 25 黑河 其一                                         | 第24章 彼岸之人第25章 黑色的河（其一）                                | Chapter 24 對岸的東西Chapter 25 黑河①                                           | 木澤行人          | 大石美繪   | 三上喜子             | 橫田拓己、矢野茜 西川千尋、新井博慧 河島久美子                            | VOFAN          |
| 13    |          | Chapter 26 黑河 其二Chapter 27 門的另一邊                                         | 第26章 黑色的河 其二第27章 門的另一邊                                 | Chapter 26 黑河②Chapter 27 門的對面                                             | 木澤行人          | 川畑喬     | 川畑喬               | 橫田拓己、清水勝祐 野道佳代、藤本真由                                     | 東清彥         |
| 14    |          | Chapter 28 耀眼的黑暗Chapter 29 微量的水                                          | 第28章 刺目的黑暗第29章 點滴之水                                      | Chapter 28 耀眼的黑暗Chapter 29 點滴之水                                        | 木澤行人          | 笹木信作   | 宮本幸裕             | 橫田拓己、西川千尋 清水勝祐、西澤真也                                     | 森恒二         |
| 15    |          | Chapter 30 月光Chapter 31 自我膨脹                                                | 第30章 月光第31章 固執己見                                            | Chapter 30 月光Chapter 31 自私的集合體                                          | 木澤行人          | 大石美繪   | 和田裕一             | 橫田拓己、片山御幸 清水勝祐、野道佳代 河島久美子                          | 山崎麻里       |
| 16    |          | Chapter 32 在夜晚奔馳Chapter 33 坡道途中                                          | 第32章 飛奔於夜晚第33章 半坂上                                        | Chapter 32 穿過夜色Chapter 33 坡道上                                            | 木澤行人          | 數井浩子   | 岩井明香             | 橫田拓己、清水勝祐 西川千尋、藤本真由                                     |                |
| 17    |          | Chapter 34 銀絲Chapter 35 水面Chapter 36 藍色夜晚之底                             | 第34章 銀絲線第35章 水面第36章 藍色夜晚的深處                         | Chapter 34 銀絲Chapter 35 水面Chapter 36 青色的夜色下                           | 木澤行人          | 川畑喬     | 川畑喬               | 橫田拓己、清水勝祐 野道佳代、前田義宏                                     | 末次由紀       |
| 18    |          | Chapter 37 奔流Chapter 38 經過的時間                                              | 第37章 奔流第38章 流逝的時間                                          | Chapter 37 奔流Chapter 38 時間流逝                                              | 木澤行人          | 笹木信作   | 三上喜子             | 橫田拓己、淺井昭人 西川千尋、齊藤和也 山田俊太郎                          | 蒼樹梅         |
| 19    |          | Chapter 39 披星戴月Chapter 40 京都1                                               | 第39章 奔走於夜晚第40章 京都 其一                                     | Chapter 39 夜行Chapter 40 京都①                                                 | 木澤行人          | 大谷肇     | 大谷肇               | 橫田拓己、清水勝祐 藤本真由、野道佳代 高岡希一                            | 中村光         |
| 20    |          | Chapter 41 京都2Chapter 42 京都3                                                  | 第41章 京都 其二第42章 京都 其三                                      | Chapter 41 京都②Chapter 42 京都③                                                | 木澤行人          | 笹木信作   | 吉澤翠               | 橫田拓己、淺井昭人 齊藤和也、西川千尋 山田俊太郎                          | 原哲夫         |
| 21    |          | Chapter 43 櫻花盛開時Chapter 44 輕聲細語                                          | 第43章 櫻花綻放的季節第44章 低聲自語                                  | Chapter 43 櫻花開時Chapter 44 輕聲細語                                          | 木澤行人          | 濱崎博嗣   | 宮本幸裕             | 橫田拓己、大梶博之 小堺能夫、熊谷勇也 藤本真由                            | 島本和彥       |
| 22    |          | Chapter 45 新學期Fighter                                                          | 第45章 新學期鬥士                                                     | Chapter 45 新學期戰士                                                           | 木澤行人          | 伊藤智彥   | 岡田堅二朗           | 橫田拓己、高岡希一 淺井昭人、西川千尋 藤本真由                            | 萩尾望都       |
| 第2期 |          |                                                                                   |                                                                       |                                                                                 |                   |            |                      |                                                                           |                |
| 23    |          | Chapter 46 夕陽Chapter 47 汽水糖                                                  | 第46章 夕照第47章 檸檬汽水                                            | Chapter 46 夕陽Chapter 47 檸檬酸片                                              | 木澤行人          | 大谷肇     | 大谷肇               | 杉山延寛、潮月一也 片山御幸、高岡希一 清水勝祐                            | 三浦建太郎     |
| 24    |          | Chapter 48 混沌Chapter 49 隈倉                                                    | 第48章 混沌第49章 隈倉                                                | Chapter 48 混沌Chapter 49 隈倉                                                  | 木澤行人          | 川畑喬     | 吉澤翠               | 杉山延寛、潮月一也 西澤真也、高岡希一 齊藤和也                            | 岡崎真里       |
| 25    |          | Chapter 50 六月Chapter 51 瓢蟲之樹                                                | 第50章 六月第51章 瓢蟲之樹 其一                                       | Chapter 50 六月Chapter 51 瓢蟲所在之樹①                                         | 木澤行人          | 黑澤守     | 三上喜子             | 杉山延寛、潮月一也 菊池聰延、北原章雄                                     | 米津玄師       |
| 26    |          | Chapter 52 瓢蟲之樹(2)Chapter 53 瓢蟲之樹(3)Chapter 54 信念                       | 第52章 瓢蟲之樹 其二第53章 瓢蟲之樹 其三第54章 心緒                   | Chapter 52 瓢蟲所在之樹②Chapter 53 瓢蟲所在之樹③                                | 木澤行人          | 黑澤守     | 岡田堅二朗           | 杉山延寛、潮月一也 野道佳代、松浦力 淺井昭人                              | 海野綱彌       |
| 27    |          | Chapter 54 信念Chapter 55 告白                                                    | 第54章 心緒（承前）第55章 告白                                        | Chapter 54 思念（承前）Chapter 55 告白                                          | 木澤行人          | 佐伯昭志   | 長友孝和             | 杉山延寛、潮月一也 片山御幸、山崎敦子 高岡希一                            | 大川bkub       |
| 28    |          | Chapter 56 小小的世界Chapter 57 信                                                | 第56章 小小的世界第57章 信                                            | Chapter 56 小小的世界Chapter 57 信件                                            | 木澤行人          | 吉澤翠     | 吉澤翠               | 杉山延寛、潮月一也 代見裕美、佐藤義久 金正男                              | 天野梢         |
| 29    |          | Chapter 58 梅雨開始Chapter 59 蜂谷                                                | 第58章 梅雨之始第59章 蜂谷                                            | Chapter 58 梅雨的開始Chapter 59 蜂谷                                            | 木澤行人          | 川畑喬     | 川崎豊               | 杉山延寛、潮月一也 梅下麻奈未、野道佳代 淺井昭人                          | 西原理惠子     |
| 30    |          | Chapter 60 白晝之月Chapter 61 冒險者們                                            | 第60章 正午的月亮第61章 冒險者們                                      | Chapter 60 正午的月亮Chapter 61 冒險者們                                        | 木澤行人          | 大石美絵   | 宮西哲也             | 杉山延寛、潮月一也 山崎敦子、伊藤良明 岩崎泰介                            | 植田肇         |
| 31    |          | Chapter 62 王國①Chapter 63 王國②                                                  | 第62章 王國 其一第63章 王國 其二                                      | Chapter 62 王國①Chapter 63 王國②                                                | 木澤行人          | 岡田堅二朗 | 三上喜子             | 杉山延寛、潮月一也 秋葉徹、清水勝祐 宮嶋仁志                              | 魔夜峰央       |
| 32    |          | Chapter 64 銀色羽毛Chapter 65 河景                                                | 第64章 銀之羽翼第65章 河岸風光                                        | Chapter 64 銀色的羽毛Chapter 65 河邊景色                                        | 木澤行人          | 佐伯昭志   | 角地拓大             | 杉山延寛、潮月一也 梅下麻奈未、金正男                                     | 岩明均         |
| 33    |          | Chapter 66 向陽處Chapter 67 小世界                                                | 第66章 陽光燦爛的地方第67章 小小的世界                                | Chapter 66 沐浴陽光的地方Chapter 67 小小的世界                                  | 木澤行人          | 川畑喬     | 吉澤翠               | 杉山延寛、潮月一也 梅下麻奈未、宮嶋仁志 秋葉徹、清水勝祐 高岡希一         | ヒョーゴノスケ |
| 34    |          | Chapter 68 黑霧Chapter 69 光芒                                                    | 第68章 黑霧第69章 光                                                  | Chapter 68 黑色的霧Chapter 69 光                                                | 木澤行人          | 大谷肇     | 大谷肇               | 杉山延寛、潮月一也 若月愛子、山崎敦子 片山御幸、藤本真由 浅井昭人         | 西川秀明       |
| 35    |          | Chapter 70 小小的手掌Chapter 71 陽光照耀                                          | 第70章 小小的手掌第71章 日向                                          | Chapter 70 小小的手心Chapter 71 日向                                            | 木澤行人          | 佐伯昭志   | 長友孝和             | 杉山延寛、潮月一也 北原章雄、佐藤義久 柴田和子、清水勝祐 齊藤和也         | 渡邊明夫       |
| 36    |          | Chapter 72 流逝之物Chapter 73 白色暴風雨①                                         | 第72章 流逝之物第73章 白色暴風雨 其一                                 | Chapter 72 流走之物Chapter 73 白色暴風雨①                                       | 木澤行人          | 大石美絵   | 宮西哲也             | 杉山延寛、潮月一也 山崎敦子、淺井昭人 片山御幸、若月愛子 藤本真由         | 原哲夫         |
| 37    |          | Chapter 74 白色暴風雨②Chapter 75 白色暴風雨③Chapter 76 白色暴風雨④                | 第74章 白色暴風雨 其二第75章 白色暴風雨 其三第76章 白色暴風雨 其四    | Chapter 74 白色暴風雨②Chapter 75 白色暴風雨③Chapter 76 白色暴風雨④              | 木澤行人          | 佐伯昭志   | 三上喜子             | 杉山延寛、潮月一也 清水勝祐、高岡希一 片山御幸、若月愛子 野道佳代         | 上條淳士       |
| 38    |          | Chapter 76 白色暴風雨④Chapter 77 白色暴風雨⑤Chapter 78 重新開始                   | 第76章 白色暴風雨 其四 承前第77章 白色暴風雨 其五第78章 重新開始      | Chapter 76 白色暴風雨④（承前）Chapter 77 白色暴風雨⑤Chapter 78 再啟動           | 木澤行人          | 佐伯昭志   | 川崎豊               | 杉山延寛、潮月一也 梅下麻奈未、宇津木勇 安孝貞、猿渡聖加                  | 鳥越幹雄       |
| 39    |          | Chapter 79 野火燒過的平原①Chapter 80 野火燒過的平原②                              | 第79章 烈火燒過的原野 其一第80章 烈火燒過的原野 其二                  | Chapter 79 燒光的荒野①Chapter 80 燒光的荒野②                                    | 木澤行人          | 大石美繪   | 角地拓大             | 杉山延寛、潮月一也 梅下麻奈未、西澤真也 秋葉徹、宮嶋仁志 河島久美子       | 伊藤悠         |
| 40    |          | Chapter 81 野火燒過的平原③Chapter 82 野火燒過的平原④                              | 第81章 烈火燒過的原野 其三第82章 烈火燒過的原野 其四                  | Chapter 81 被燒光的原野③Chapter 82 被燒光的原野④                                | 木澤行人          | 川畑喬     | 大谷肇               | 杉山延寛、潮月一也 梅下麻奈未、清水勝祐 淺井昭人、片山御幸 山崎敦子       | 育江綾         |
| 41    |          |                                                                                   | 第83章 活在這裡第84章 暑假 其一                                       | Chapter 83 就在這裡Chapter 84 暑假①                                             | 木澤行人          | 佐伯昭志   | 橋本能理子           | 杉山延寛、潮月一也 梅下麻奈未、高野やよい 香田知樹、石川奨士              | あきまん       |
| 42    |          |                                                                                   | 第85章 暑假 其二第86章 新的一年                                       | Chapter 85 暑假②Chapter 86 新的一年                                             | 木澤行人          | 大石美絵   | 宮西哲也、川崎ゆたか | 杉山延寛、潮月一也 梅下麻奈未、綾部美穂 斎藤和也、岡野力也 金正男         | 岩本ナオ       |
| 43    |          |                                                                                   | 第87章 流逝的時光第88章 春日將至                                      | Chapter 87 經歷Chapter 88 春天來了                                              | 木澤行人          | 佐伯昭志   | 三上喜子             | 杉山延寛、潮月一也 梅下麻奈未、野道佳代 藤本真由、浅井昭人 たかおかきいち | 小山宙哉       |
| 44    |          |                                                                                   | 另一個家第89章 三月町之子                                             | 另一個家Chapter 89 三月町之子                                                   | 木澤行人          | 大谷肇     | 大谷肇、岡田堅二朗   | 杉山延寛、潮月一也 梅下麻奈未、山崎敦子 若月愛子、浅井昭人 たかおかきいち | 羽海野チカ     |

### BD／DVD
| 卷數  | 發行日期      | 收錄話                     | 規格編號      | 規格編號      |
| 卷數  | 發行日期      | 收錄話                     | BD限定版      | DVD限定版     |
| 第1期 | 第1期         | 第1期                      | 第1期         | 第1期         |
| ----- | ------------- | -------------------------- | ------------- | ------------- |
| 1     | 2017年1月25日 | 第1話－第6話               | ANZX-13331～3 | ANZB-13331～3 |
| 2     | 2017年4月26日 | 第7話－第11話 + 前半總集篇 | ANZX-13334～6 | ANZB-13334～6 |
| 3     | 2017年6月28日 | 第12話－第17話             | ANZX-13337～9 | ANZB-13337～9 |
| 4     | 2017年8月23日 | 第18話－第22話             | ANZX-13340～2 | ANZB-13340～2 |
| 第2期 |               |                            |               |               |
| 5     | 2018年1月24日 | 第23話－第28話             | ANZX-14331    | ANZB-14331    |
| 6     | 2018年4月25日 | 第29話－第33話             | ANZX-14334    | ANZB-14334    |
| 7     | 2018年6月27日 | 第34話－第39話             | ANZX-14337    | ANZB-14337    |
| 8     | 2018年8月29日 | 第40話－第44話             | ANZX-14340    | ANZB-14340    |

## 電影
同名電影於2017年3月18日與同年4月22日上映，全片分前後篇共2集。由《浪客劍心》導演大友啓史執導，神木隆之介主演。

### 登場人物
- 桐山零：神木隆之介
- 川本明里：倉科加奈
- 川本日向：清原果耶
- 川本桃：新津知世
- 川本相米二：前田吟
- 島田開：佐佐木藏之介
- 幸田柾近：豐川悦司
- 幸田香子：有村架純
- 宗谷冬司：加瀨亮
- 後藤正宗：伊藤英明
- 林田高志：高橋一生
- 二海堂信晴：染谷將太

### 製作人員
- 原作：羽海野千花
- 導演：大友啓史
- 發行：東寶、Asmik Ace
- 製作公司：Asmik Ace、ROBOT（日语：ロボット_(企業)）
- 製作：電影「3月的獅子」製作委員會

## 外部連結
- 電視動畫《3月的獅子》第二季－官方網站（页面存档备份，存于）（日語）
- 電視動畫《3月的獅子》第二季－NHKG電視台官網（页面存档备份，存于）（日語）
- 3月的獅子的X（前Twitter）（日語）
- 3月的獅子 | Young Animal web ｜ 白泉社（日語）
- 3月獅子 | 尖端出版社（页面存档备份，存于）（繁體中文）
- 3月的獅子－電影版官方網站（页面存档备份，存于）（日語）
- 3月的獅子－電影版的X（前Twitter）（日語）
- 3月的獅子－電影版的Facebook專頁（日語）